# 1017 vs. The World
| Recensione   | Giudizio |
| ------------ | -------- |
| HipHopDX     |          |
| HotNewHipHop | 67%      |
| Pitchfork    | 6,8/10   |

1017 vs. The World è un EP collaborativo dei rapper statunitensi Lil Uzi Vert e Gucci Mane, pubblicato il 23 novembre 2016 dalle etichette discografiche Generation Now e GUWOP Enterprises. La produzione dell'EP è stata invece gestita da Honorable C.N.O.T.E., D. Rich, Mannie Fresh, Zaytoven, DP Beats e GLOhan Beats.

## Tracce
Testi di Symere Woods e Radric Davis.
1. Changed My Phone – 2:57 (musica: Honorable C.N.O.T.E., D. Rich)
2. Today (Lil Uzi Vert) – 1:54 (musica: Honorable C.N.O.T.E.)
3. Blonde Brigitte – 3:44 (musica: Mannie Fresh)
4. Threesome – 3:09 (musica: Zaytoven)
5. Fresh – 2:58 (musica: Zaytoven)
6. In 04 – 2:51 (musica: DP Beats)
7. Secure the Bag – 3:21 (musica: GLOhan Beats)

Campionature
- Secure the Bag contiene un campione di "Clock Tower", composta da Hidenori Shoji e Haruyoshi Tomita.